# 獵鷹9號運載火箭
猎鹰9号运载火箭（英語：Falcon 9）是SpaceX设计并制造的一型部分可複用二級入軌运载火箭系列，以星際大战系列中的“千年鷹（Millennium Falcon）”和第一级拥有的9个发动机而得名。猎鹰9号已发展出5個版本：猎鹰9号1.0版（已退役）、猎鹰9号1.1版（已退役）、獵鷹9號全推力版（Block 3）（已退役）、獵鷹9號 Block 4（已退役）、獵鷹9號 Block 5（现役）。现役的獵鷹9號Block 5型能够在不回收第一级助推器的同时，向低地球轨道发射重达22,800（50,300磅）的载荷，向地球同步转移轨道发射8,300（18,300磅）的载荷。
獵鷹9號運載火箭在人类航天史上有着极为重要的历史地位：它是历史上第一枚一級可多次重复使用一级助推器的液体燃料运载火箭，推翻了运载火箭只能一次性使用的思维定势。它也是第一枚完全于21世纪开发和设计的火箭，此外也是美國首度由私人企業承包國家探索太空和载人航天的發射工作，开启商业航天时代。其低成本、多发并联、垂直回收、多次使用、快速迭代的设计思路彻底颠覆了传统的航天思维，影响了商业航天时代火箭的设计，其极为低廉的发射价格也彻底改变了国际商业航天的市场格局。
猎鹰9号运载火箭和龙飞船的组合于2008年赢得了NASA商业补给服务（CRS）的合同，在商业轨道运输服务（COTS）下向国际空间站（ISS）运送货物。做為商業載人計畫（CCtCap）合同的一部分，SpaceX已经获得獵鷹9號運載火箭的載人認證，使該款火箭能向国际空间站运送宇航员，如此便達成太空載具可完全多次利用、且載人進入地球軌道的最終目標，SpaceX估算屆時發射成本多數為民間可負擔的燃料費，使普通企業也能開展民營航太。
SpaceX的猎鹰重型运载火箭基於獵鷹9號设计，采用三个并联的猎鹰9号的第一级助推器。

## 開發與生產

### 投資
最早於2005年10月，SpaceX宣布了2007年上半年發射獵鷹9號的計劃。最終，首次發射將在2010年進行。
儘管SpaceX自己花錢研發了先前的獵鷹1號火箭，但NASA提供的一些開發資金和購買的幾次演示飛行使獵鷹9號的開發大大加快。最初，2006年的COTS项目为猎鹰9号提供了启动资金。该合同以Space Act Agreement (SAA)的形式授予，以“开发和展示一个商业轨道运输服务”为目的。合同中NASA向SpaceX订购了3次演示飞行。合同总额为2.78亿美元，為龍飛船、獵鷹9號運載火箭和幾次載有龍飛船的獵鷹9號的演示飛行提供了開發資金。 2011年，合同中增添了更多的里程碑，使合同總額增加到了3.96亿美元美元。
2008年NASA簽訂合同，購買了12次CRS任務，成為了獵鷹9號的關鍵客戶，而這12次任務只有在最初的幾次國際空間站COTS演示任務完成並被NASA認定為成功後才能正式進行。这个太空运输合同总价值16亿美元，要求最低以12次任务将补给运至ISS，并从ISS将科研货物带回地球。
馬斯克曾多次提到，如果沒有了NASA的資金，開發獵鷹9號會耗時更長。SpaceX關於NASA合同的官方聲明稱：
SpaceX是在NASA取得令人難以置信的成就的基礎上實現這一目標，將NASA作為主力客戶進行開發，並在整個開發過程中獲得專家建議和指導。 SpaceX特別感謝NASA COTS辦公室在整個過程中給予的持續支持和指導。 COTS計劃展示了真正的私人/公共合作夥伴關係的力量，我們期待著我們的團隊將來所做的令人興奮的努力。
2011年，SpaceX估计猎鹰9号1.0版的研发花费约为3亿美元。NASA评估得出的结论是，如果采用了传统的成本保利合同方式，总花费将为36亿美元。
2014年，SpaceX公布了猎鹰9号及龙飞船总共的研发成本。NASA提供了3.96亿美元，而SpaceX提供了多于4.50亿美元用于火箭和飞船的开发。

### 开发
SpaceX原先计划用中等运力的猎鹰5号运载火箭来作为轻型的猎鹰1号运载火箭的补充。2005年，SpaceX宣布他们已经转向猎鹰9号火箭的研发。猎鹰9号火箭是一种“完全可重复使用的重型运载火箭”，并已经获得了一份政府客户订单。根据描述，它能将约9,500（21,000磅）送入低地球轨道，预计每次发射，整流罩长度3.7米（12英尺）的版本定价2700万美元，整流罩长度5.2米（17英尺）的版本定价3500万美元。SpaceX还宣布研发猎鹰9号运载火箭的重型版本，LEO运力约为25,000（55,000磅）。猎鹰9号火箭将用于LEO、GTO以及货运或载人 的ISS任务。
NASA原先的COTS合同要求2008年9月进行首次演示飞行、三次演示任务在2009年9月前全部完成。2008年2月，首次猎鹰9号/龙飞船COTS演示任务推迟了6个月，推迟到了2009年第一季度末。伊隆·马斯克表示，开发工作的复杂性以及从卡纳维拉尔角发射要满足的规章要求共同造成了这次推迟。

### 测试
首次多发动机测试（2台发动机连接到第一级并同时点火）在2008年1月首次成功完成。经过多次成功测试，2008年11月，完整的猎鹰9号火箭第一级完成了全任务时长（178秒）的测试点火。2009年10月，首个用于飞行的第一级在SpaceX位于德克萨斯州McGregor的测试架上完成了全发动机测试点火。2009年11月，SpaceX进行了首次二级测试点火，点火时长40秒。测试成功完成，未出现终止或重新开始测试（recycle）的情况。2010年1月2日，二级一次全时长（329秒）入轨点火测试在McGregor测试场成功完成。完整的火箭在2010年2月初运抵发射场进行集成。虽然他们估计集成与测试需要花费1到3个月，SpaceX仍然计划于2010年3月22日发射。
2010年2月25日，SpaceX的首个飞行组合体在卡纳维拉尔角CCAFS SLC-40起竖。3月9日，SpaceX进行了一次静态点火测试。测试中第一级点火，但不会离地。由于设计用来将高压氦气从发射台泵入涡轮泵以转动涡轮泵准备发射的系统出现故障，测试于T-2秒时中止。后来的调查发现故障因一个阀门没有收到开启指令而发生。因为问题出在发射台而非在火箭本身，又因为McGregor测试场阀门的布置不同，所以这个故障没有在先前的测试中出现。中止时火箭底部出现了一些火和烟，因此有人怀疑有发动机起火。但是，火和烟是系统中液氧与煤油混合物正常燃烧的结果，火箭与发射台都未受损。在中止之前，火箭各系统都正常工作，没有发现其他需要解决的问题。后续的测试在3月13日成功进行，第一级9台发动机点火了3.5秒。
由于空军需要对猎鹰9号飞行中止系统（flight termination system，FTS）进行评估，首飞从3月推迟到了6月。首次发射尝试发生于美国东部时间2010年6月4日周五下午1:30（1730 UTC）。点火后很短时间内发射自动中止，并自动进行了中止后的程序。地面人员得以重新开始（recycle）火箭发射程序。最终在当天下午2:45（1845 UTC），火箭成功发射。

### 生产
2010年12月时，SpaceX的生产线每3个月生产一枚猎鹰9号火箭、一艘龙飞船，并且有计划使速度翻倍，达到每6周一枚（艘）。截至2013年9月，SpaceX总生产空间增长到了将近1,000,000平方英尺（93,000平方），而且工厂已经为了达到每年40枚芯级的产量而进行了配置。截至2013年11月，工厂每月生产一枚猎鹰9号火箭。公司计划在2014年中期将产量提高至每年18枚，在2014年末提高到每年24枚，在2015年末达到每年40枚芯级。
到2016年2月，这些计划仍未完成。公司表示芯级产量直到最近才提高到每年18枚，可以同时组装的芯一级数量从3枚提升到了6枚。预计在2016年末，产量会提升至30枚每年。但是截至2016年8月，SpaceX已经在向着每年生产40枚努力了，而40枚正是SpaceX在2013年配置工厂时的预计速度。

## 版本演进
猎鹰9号火箭共推出过五个版本：猎鹰9号1.0版，猎鹰9号1.1版，猎鹰9号全推力型（Block 3），猎鹰9号Block 4，猎鹰9号Block 5。

### 猎鹰9号1.0版
猎鹰9号1.0版为猎鹰9号的第一个版本，于2010年6月4日首次发射，火箭高度54.9米，直径3.66米，最大重量333.4吨，采用两级设计，第一级搭载9台Merlin 1C引擎，呈九宫格布局，第二级搭载1台Merlin 1C真空版引擎，两级火箭均採用液態氧和煤油作為燃料，近地轨道运载能力为10,450千克，地球同步轨道运载能力为4,540千克。该版本火箭第一级不可回收。
猎鹰9号1.0版共进行5次发射，其中四次完全成功，一次部分成功。2013年3月1日的CRS-2任务后该版火箭退役不再使用。

### 猎鹰9号1.1版
猎鹰9号1.1版为猎鹰9号的第二个版本，于2013年9月29日首次发射，火箭高度增加到68.4米，最大重量增加到541.3吨，近地轨道最大运载能力提高到13,150千克，和1.0版相比，1.1版一个重要的不同在于第一级的9台Merlin引擎改为被称为“Octaweb”的圆形布局，引擎型号也升级为Merlin 1D。顶部荷载可选择长13.1米，直径5.2米的整流罩，也可以选择搭载天龙号货运飞船。第一级可以视任务情况安装返回大气层着陆使用的栅格翼和着陆腿，但是该版本的所有回收实验全部失败。
猎鹰9号1.1版共进行了15次发射，最短的两次发射间隔仅13天，除了2015年6月28日CRS-7任务失败之外，其他主线任务全部成功。该版本在猎鹰9号第21次发射任务（JASON-3）后退役不再使用。

### 猎鹰9号全推力版（Block 3）
獵鷹9號全推力版是獵鷹9號的第三个型号。，于2015年12月22日首次发射执行Orbcomm-OG2-2任务。火箭针对CRS-7任务失败中暴露出的问题进行了全面的改良，高度增加到70米，并对液氧煤油燃料进行冷凝处理以提高燃料搭载。全推力版的近地轨道运载能力提高到22,800千克，地球转移轨道的運載能力提高到8,300千克，并增加了对载人龙飞船的适配。回收用的着陆腿和栅格翼成为标准配置，第一级火箭完全可回收。
猎鹰9号全推力版共进行了25次发射，除了AMOS-6任务在发射前意外爆炸，所有发射均获成功，并实现了16次成功着陆。其中，Orbcomm-OG2-2实现人类历史上第一次火箭助推器陆地回收，而CRS-8任务实现第一次海上回收，SES-10任务实现第一次火箭助推器重复使用。另外BulgariaSat-1和Iridium NEXT 11–20两次任务之间发射间隔仅有49小时15分钟，是目前为止历史上同款火箭发射时间间隔最短的记录。该版本在猎鹰9号第49次发射（Paz/Tintin A&B）后退役不再使用。

### 猎鹰9号 Block 4
猎鹰9号Block 4为猎鹰9号全推力版和猎鹰9号Block 5之间的过渡版本，采用了可多次使用的钛合金的栅格舵取代了铝合金的版本。
猎鹰9号Block 4首次发射为2017年8月14日的CRS-12任务，使用7枚一级助推器共进行了12次发射，所有发射均获成功，6次回收也全部成功。该版本在猎鹰9号第57次发射CRS-15后退役不再使用。

### 猎鹰9号 Block 5

从左至右分别为猎鹰1号火箭、猎鹰9号火箭1.0版、猎鹰9号火箭1.1版的三个版本、猎鹰9号运载火箭全推力版的三个版本、猎鹰9号Block 5的三个版本以及猎鹰重型火箭的两个版本。

猎鹰9号Block 5为猎鹰9号的最新型号，具有多次重复使用能力，在不檢修翻新的情況下能夠執行10次任務，而翻修後更能執行達百次的任務。Block 5也采用了全新设计的上面级，取代了之前造成CRS-7事故和AMOS-6事故的上面级，提高了整体的安全性能。猎鹰9号Block 5也是载人龙飞船所使用的运载火箭。

猎鹰9号Block 5首次发射为2018年5月11日的Bangabandhu-1任务。截止2025月4月4日，使用31枚一级助推器共进行了403次发射，除2024年7月12日发射星链9-3组卫星失败外，其余发射均获成功，407次回收401次成功。

## 火箭特性
猎鹰9号是现役所有运载火箭中设计非常独特的一款，其主要特点为：发射前多次静态点火，第一级垂直回收（VTVL），多个部件多次重复使用。

### 助推器静态点火
所有在洛杉矶霍索恩Space X总部生产完毕的第一级助推器并不会直接运送到发射场，而是送到位于得克萨斯州McGregor的SpaceX引擎测试场进行静态全工作时长的引擎测试，确认所有引擎均可以正常工作后，再通过陆运送到发射场，运送到发射场后，猎鹰9号会在不搭载载荷的情况下运送到发射台上进行第二次静态点火，一般点火时间不会超过10秒，以确认所有系统可以正常工作。在两次静态点火完成并确认无误后，猎鹰9号才会安装载荷进行正式发射。

### 助推器回收
猎鹰9号在执行陆地着陆程序时，第一级火箭在和第二级火箭分离后会利用噴氣調整系統调整姿态向后翻转，点燃九台引擎中的一台进行“回推推进（Boostback Burn）”，第一级顶部的四个栅格翼会展开调整姿态。进入大气层时会第二次点燃三台引擎进行“再入推进（Entry Burn）”，輔以高超音速滑翔減速。接近地面約7km时，速度減低至次音速，然后第三次点燃一台引擎进行“着陆推进（Landing Burn）”，打开着陆腿，利用略低於火箭重量的推力反向噴射软着陆。
而执行海上回收程序时，第一级火箭不会执行回推推进（Boostback Burn）”而是直接进行再入推进。
猎鹰9号1.1版曾在四次发射后進行海上返回实验，前两次因火箭降落速度過快或姿态控制不当導致回收失敗並墜毀，第三次回收则因CRS-7任务火箭第一级爆炸而没有实施。其后SpaceX获得美国联邦航空局批准选择改為在卡纳维拉尔角空军基地新建的“第一着陆场（Landing Zone 1）”（原13号发射复合体）進行陆地回收测试。2015年12月21日，獵鷹9號火箭进行第20次发射，在為Orbcomm發送11顆衛星後，第一级火箭在卡納維拉爾角空军基地第一着陆场成功着陆。2016年4月8日，獵鷹9號火箭进行第22次发射，在為國際太空站進行充氣式太空艙試驗及貨物運輸補給的任務後，第一级火箭（编号B1021.1）进行第五次海上着陆尝试，第一级火箭在大西洋上的驳船上成功降落。

#### 推论误会
美国天文学家比尔·格雷（Bill Gray）于2022年1月表示，遺留的助推器會於2022年3月初撞击月球背面的赤道附近。但有关遺留的助推器的声明后来被证实是误会。比尔·格雷于2月12日发布更正声明，表示有证据证明残骸是名为「2014-065B」的废弃箭体，也就是2014年10月中国执行嫦娥5-T1登月任务时发射的长征三号丙运载火箭推进器。

### 整流罩回收
2019年8月6日，在AMOS-17任务中，整流罩回收船“Ms. Tree”成功接到了猎鹰9号的整流罩。此前该船已经成功接收到猎鹰重型火箭在STP-2任务中所使用的整流罩。
在2019年11月11日的Starlink-2任务中，猎鹰9号首次使用了回收的整流罩。

### 重复使用
猎鹰9号的助推器在陆地着陆场或者海上着陆驳船上着陆后，会被运回霍索恩的火箭制造工厂进行全面的检查，如果确认没有问题，会将其运送到得克萨斯州McGregor，重复静态点火——发射回收的整个流程。
2017年3月30日，执行CRS-8任务的猎鹰9号火箭第一级助推器（编号B1021.2）再次发射，实现一级火箭的重复利用，并又一次成功回收。
2018年12月3日，编号为B1046.3的猎鹰9号助推器执行SSO-A任务，这是第一枚进行第三次使用的火箭助推器，标志着猎鹰9号重复使用技术的又一个里程碑。
在2019年11月11日的Starlink-2任务中，猎鹰9号首次使用了回收的整流罩，同时该任务中使用的B1048号助推器也是第一枚进行第四次发射和回收的火箭助推器，整枚火箭除了第二级为新造之外全部为复用。

## 发射场，测试场与着陆设施
猎鹰9号目前使用或计划使用以下几个发射场：
- 卡纳维拉尔角空军基地40号航天发射复合体（CCAFS LC-40）
- 范登堡空军基地4号发射复合体E （VAFB SLC-4E）
- 范登堡空军基地6号发射复合体[57]
- 肯尼迪航天中心39号发射复合体A（KSC LC-39A）
- 得克萨斯州博卡奇卡发射场

猎鹰9号目前以下的着陆和回收设施：
- 卡纳维拉尔角空军基地1号，2号着陆场（CCAFS LZ-1 and LZ-2）（前卡纳维拉尔角空军基地13号发射复合体）
- 无人航天着陆船（Autonomous spaceport drone ship）：
正在使用中：
  - “Of Course I Still Love You”（当然我还爱你）（Marmac 304）
  - “Just Read the Instructions”（请阅读说明书）（Marmac 303）
  - “A Shortfall of Gravitas”（重力不足）（Marmac 302）

在建中：
已退役：
  - “Just Read the Instructions”（请阅读说明书）（Marmac 300）
- 范登堡空军基地4号着陆场 （VAFB LZ-4）（前范登堡空军基地4号发射复合体W（VAFB SLC-4W））
- 整流罩回收船：“Ms. Tree”（原名“Mr. Stevens”）和“Ms. Chief”

## 发射任务
自2010年6月以来，獵鷹9號運載火箭一共发射了470次，其中467次成功，一次部分失败以及一次航天器损毁（截止2025月4月4日的数据）。此外，一枚火箭及其航天器在飞行前的静态点火测试中损毁在发射台上。
火箭第一版猎鹰9号1.0版在2010年6月到2013年3月间发射了5次。它的后继者猎鹰9号1.1版在2013年9月到2016年1月间发射了15次，猎鹰9号全推力版（包含FT，Block 4和Block 5）从2015年12月至今共发射439次。

### 标志性的发射
- 第1次，龙飞船认证单元，首飞成功。
- 第2次，COTS演示飞行1，龙飞船首次功能性测试。[58]
- 第3次，Dragon C2+, 首次将货物运送至国际空间站。
- 第6次，CASSIOPE,猎鹰9号1.1版首次发射。自范登堡空军基地的首次发射。首个极轨道发射。首个科学载荷。首次第一级回收尝试。
- 第7次，SES-8, 首次GTO发射，首个商业载荷。(通讯卫星)
- 第9次，CRS-3，加入着陆腿，首次海面软着陆尝试(零高度，零速度)。
- 第14次，CRS-5, 加入格栅翼，首次ASDS着陆尝试，硬着陆（RUD）。
- 第15次，DSCOVR, 首次超过逃逸速度的发射。以地日L1点为目标。
- 第16次，ABS-3A和Eutelsat 115 West B，首次一箭双星发射，卫星为创新的波音702SP全电星。
- 第19次，CRS-7, 因二级结构失效、COPV损坏，氦气大量泄漏导致二级氧箱超压爆炸，任务全部失败。
- 第20次，Orbcomm OG-2，事故调查、问题改正后首次飞行。猎鹰9号全推力版首飞。一箭11星，使用特制适配器，星座组网星。首次成功着陆回收。
- 第23次，CRS-8, 首次成功着船回收。
- Amos-6，静态点火测试前准备时发生爆炸，星箭俱毁。(本應為第29次)
- 第30次，CRS-10, 改造后的KSC LC-39A的首次发射。
- 第32次，SES-10, 成功回收的轨道级火箭（CRS-8任务）的首次重复发射、再次着陆。[59][60]
- 第33次，NROL-76, 首个机密载荷。[61]
- 第54次，Bangabandhu-1，Block 5型火箭首次发射。
- 第64次，SSO-A，第一次三手火箭复用发射。
- 第69次，SpX-DM1，载人龙飞船首次无人试飞。
- 第71次，Starlink v0.9，60颗星链计划0.9版本试验卫星首次发射。
- 第85次，SpX-DM2，第一次载人飞行。
- 第372次，载人龙飞船坚韧号，第一次商业载人飞行。

## 参数
| 版本                | 猎鹰9 v1.0 (已退役)               | 猎鹰9 v1.1 (已退役)           | 猎鹰9 FT Block 1-4（已退役）           | 獵鷹9FT Block 5 （運作中）           |
| ------------------- | --------------------------------- | ----------------------------- | -------------------------------------- | ------------------------------------ |
| 第一级              | 9 × 默林1C                        | 9 × 默林1D                    | 9 × 默林1D改进型                       | 9 × 默林1D改进型                     |
| 第二级              | 1 × 默林1C真空级                  | 1 × 默林1D真空级              | 1 × 默林1D真空级FT（改进型）           | 1 × 默林1D真空级FT（改进型）         |
| 最大高度（米）      | 53                                | 68.4                          | 70                                     | 70                                   |
| 直径（米）          | 3.66                              | 3.66                          | 3.66                                   | 3.66                                 |
| 初始推力（kN）      | 3,807                             | 5,885                         | 6,804                                  | 7,600                                |
| 起飞质量（吨）      | 318                               | 506                           | 549                                    | 549                                  |
| 整流罩直径（米）    | 不適用                            | 5.2                           | 5.2                                    | 5.2                                  |
| LEO载荷（kg）       | 8,500–9,000（在卡纳维拉尔角发射） | 13,150 （在卡纳维拉尔角发射） | 22,800                                 | >22,800（單次使用） >19,200(可重用） |
| GTO载荷（kg）       | 3,400                             | 4,850                         | 8,300（單次使用） ～5300（可回收使用） | >8,300（單次使用） >5,800（可重用）  |
| 成功次数/发射次数比 | 5/5                               | 14/15                         | 36/37                                  | 30/30                                |

第二節分離模擬圖
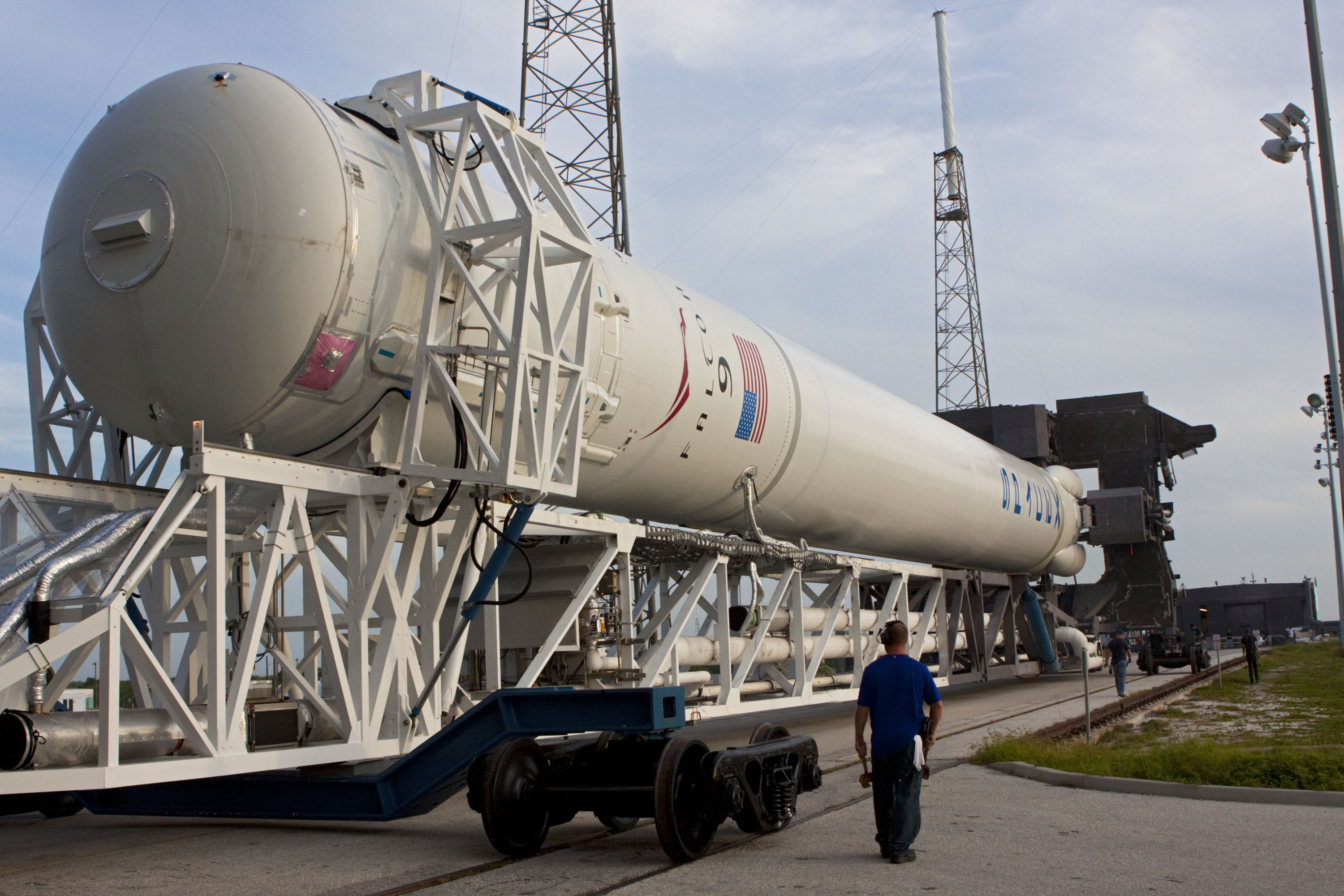
第一節
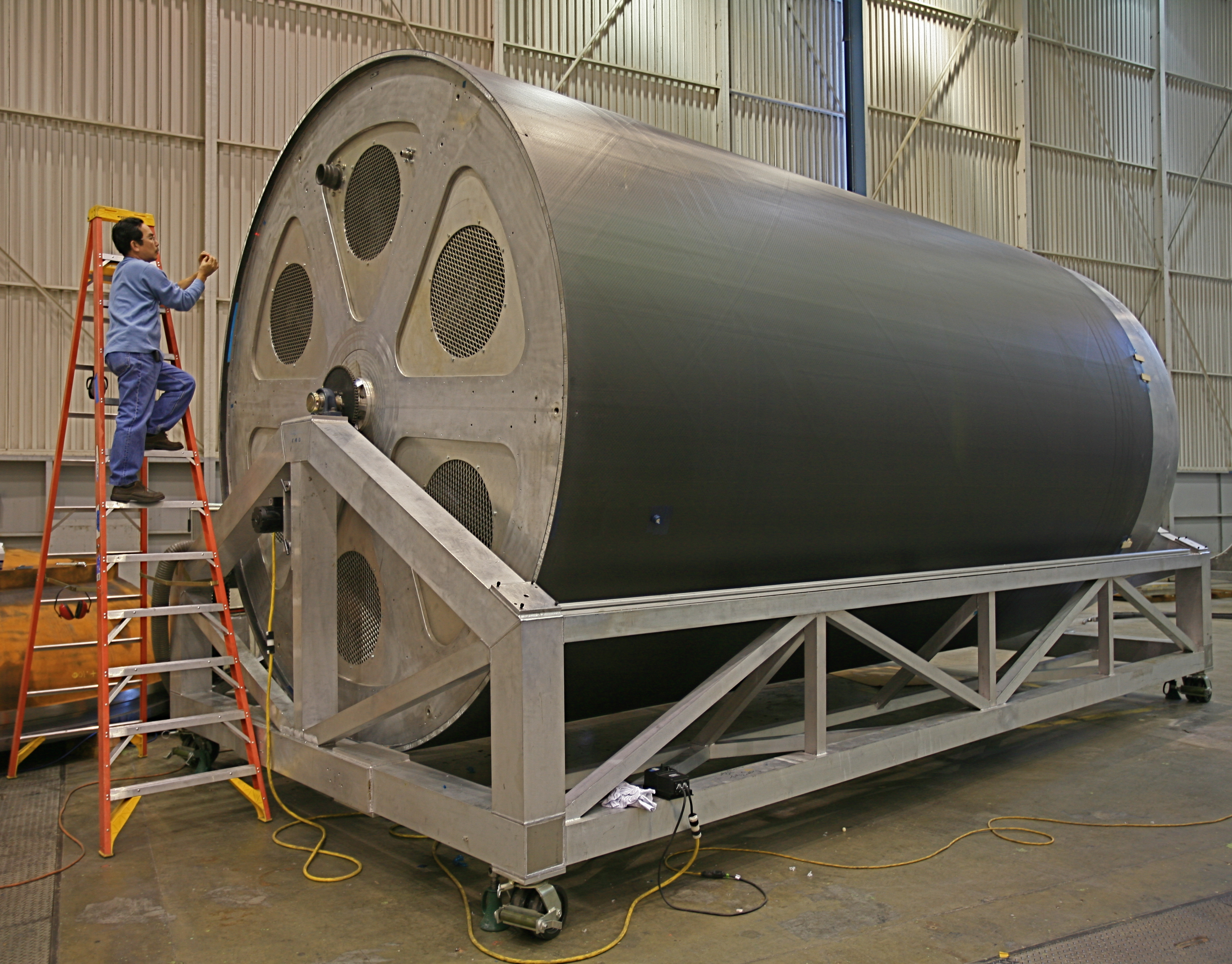
燃料艙
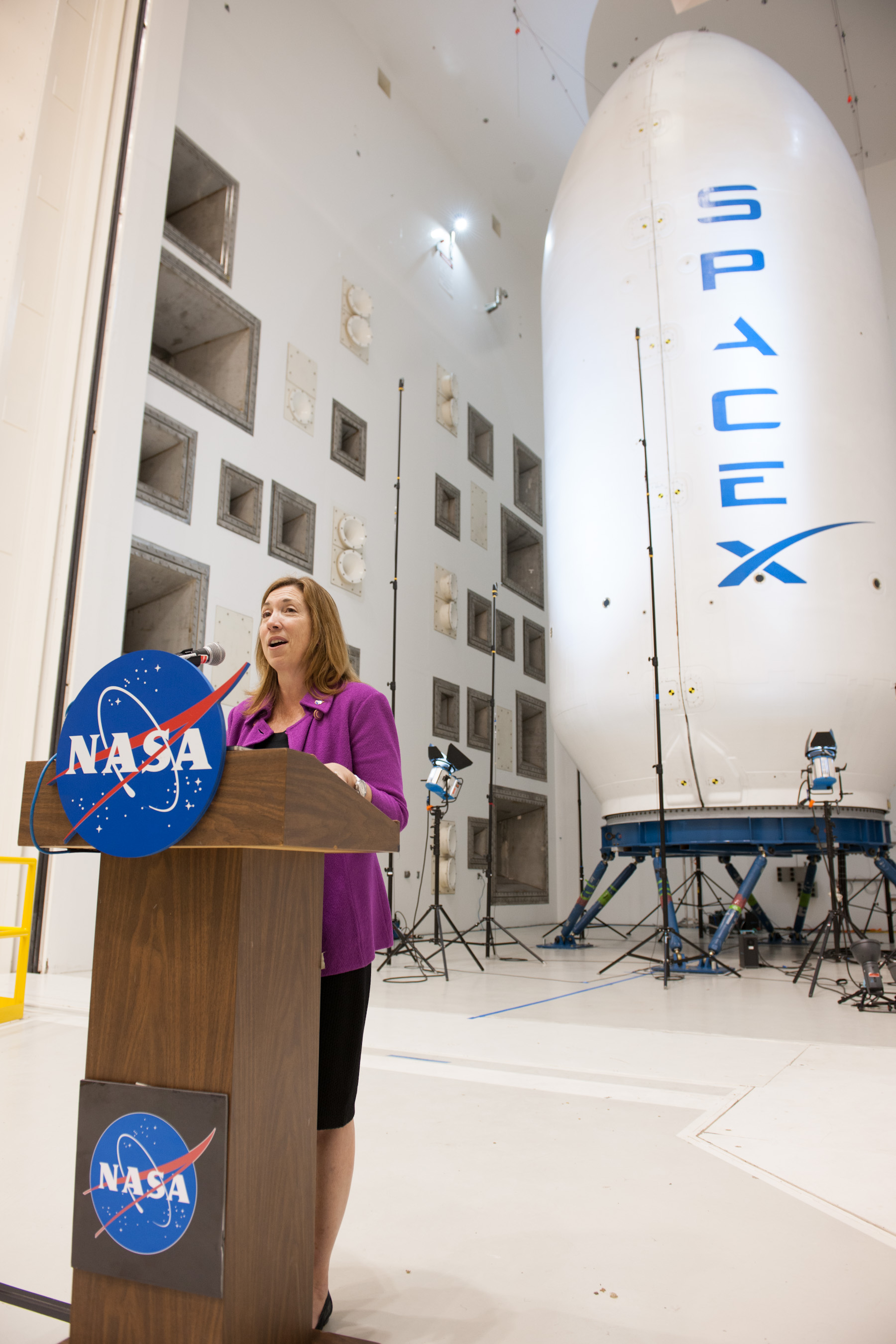
太空總署出席SpaceX公司發射典禮
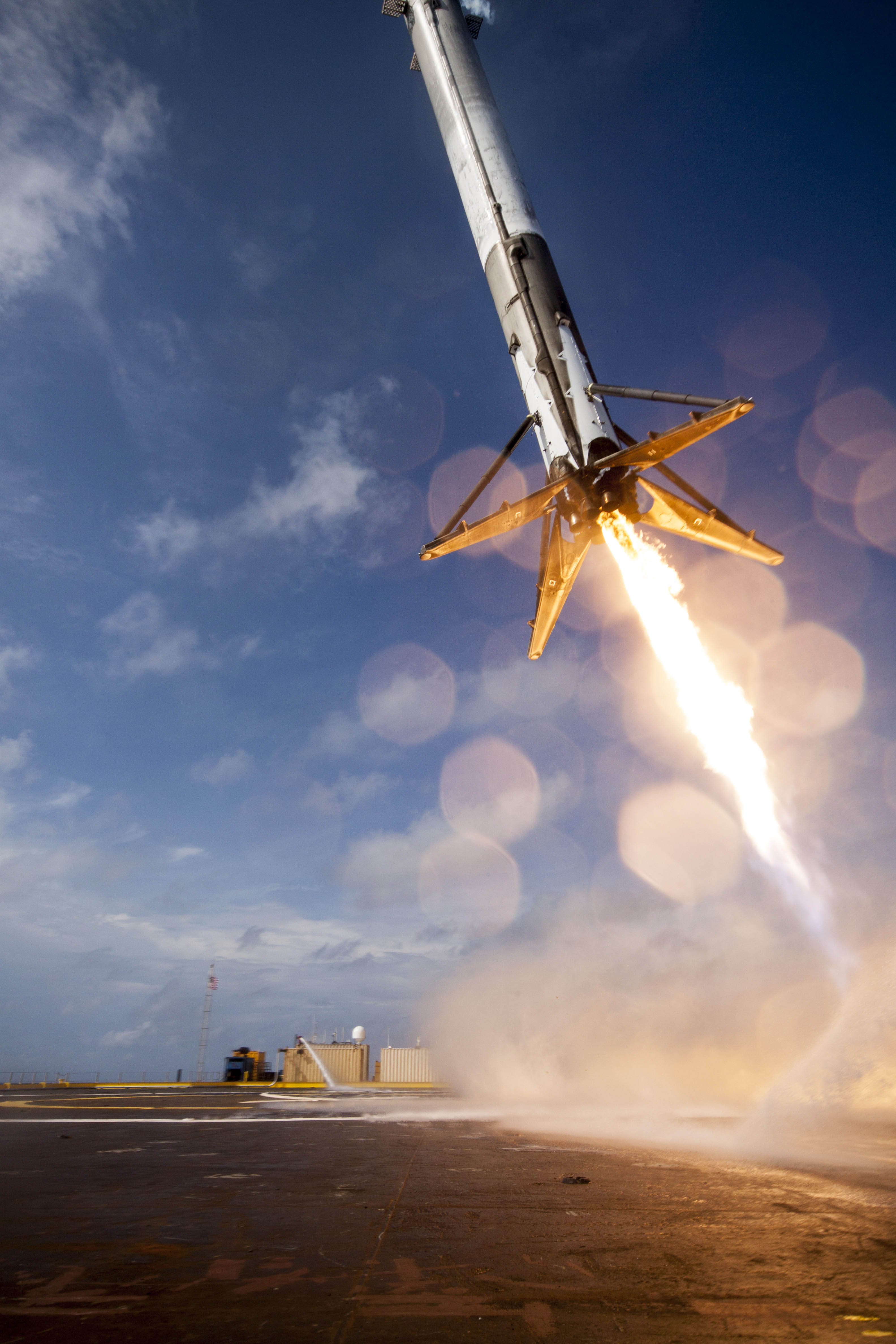
回收降落腳架張開
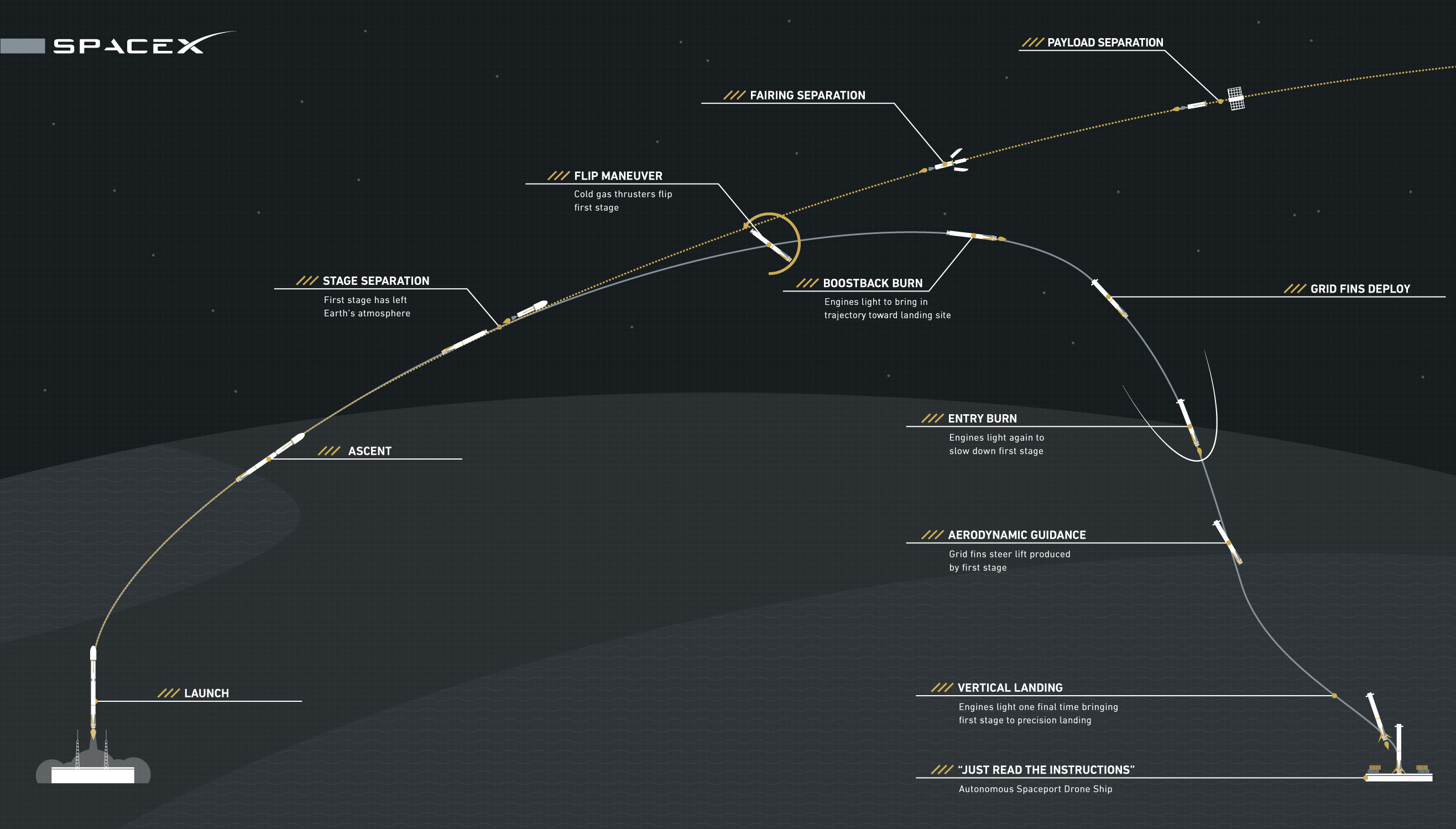
回收過程
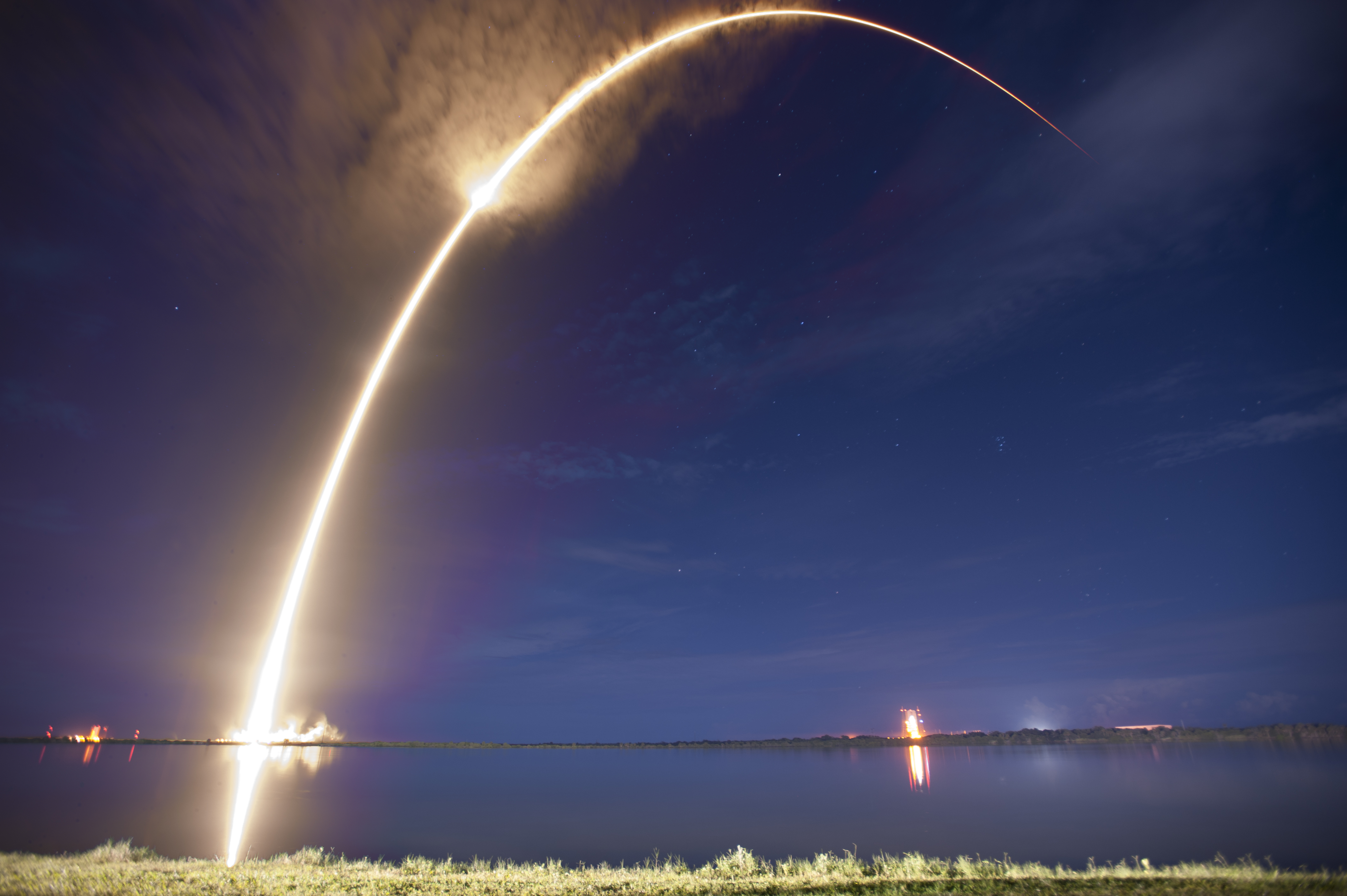
慢速攝影的發射軌跡
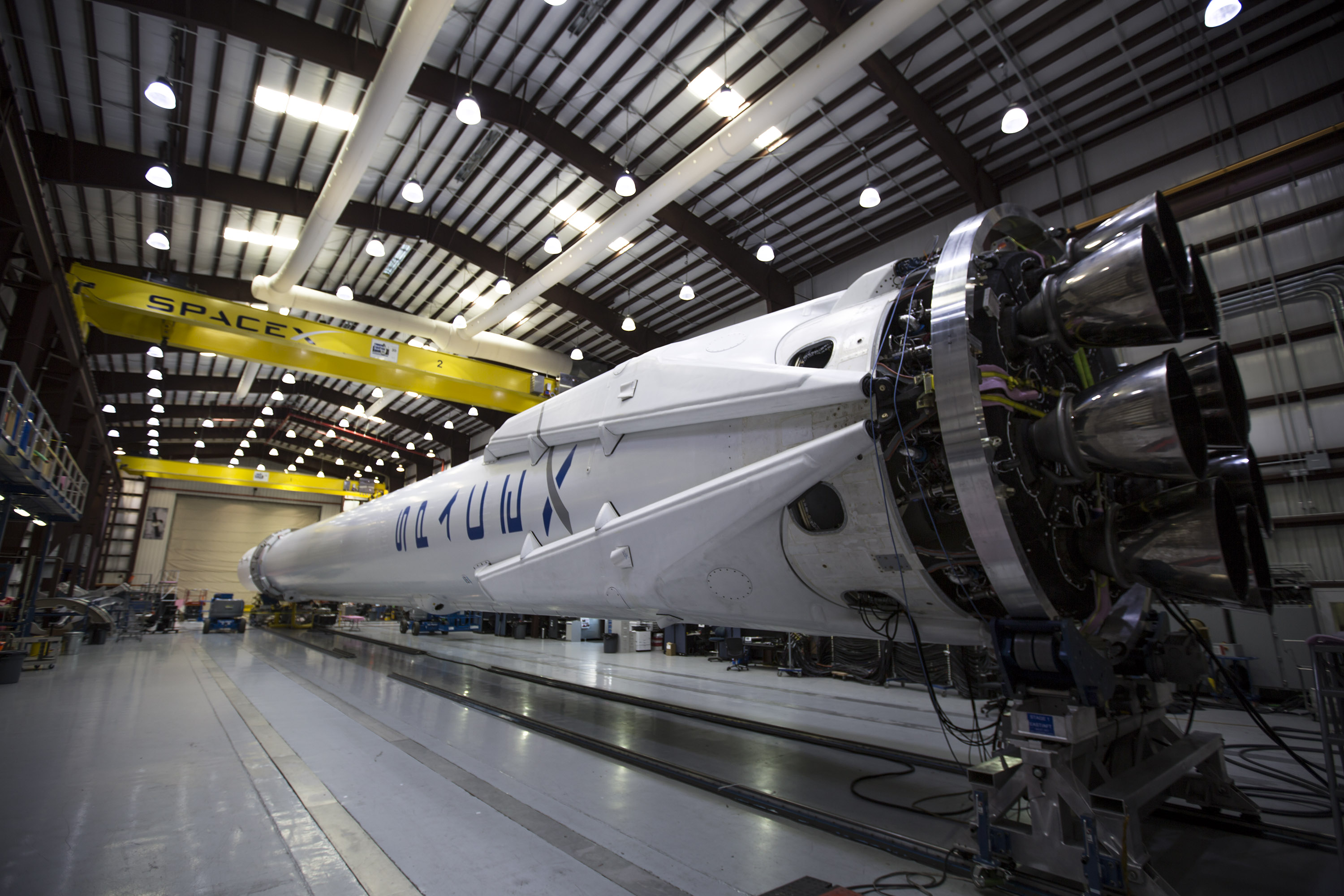
尾端噴嘴
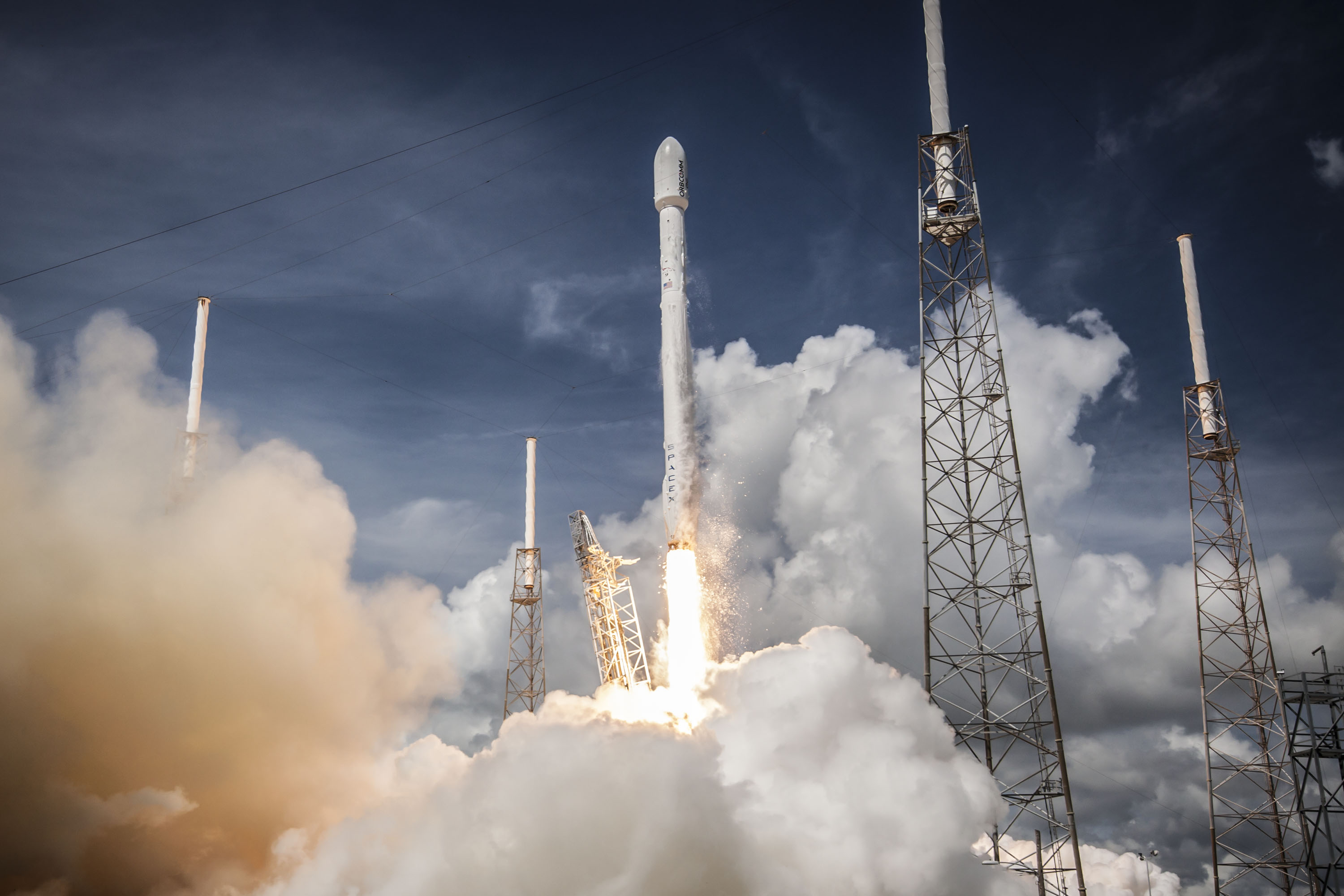
2014年7月的發射
- COTS验证飞行

## 历史文物和猎鹰9号博物馆

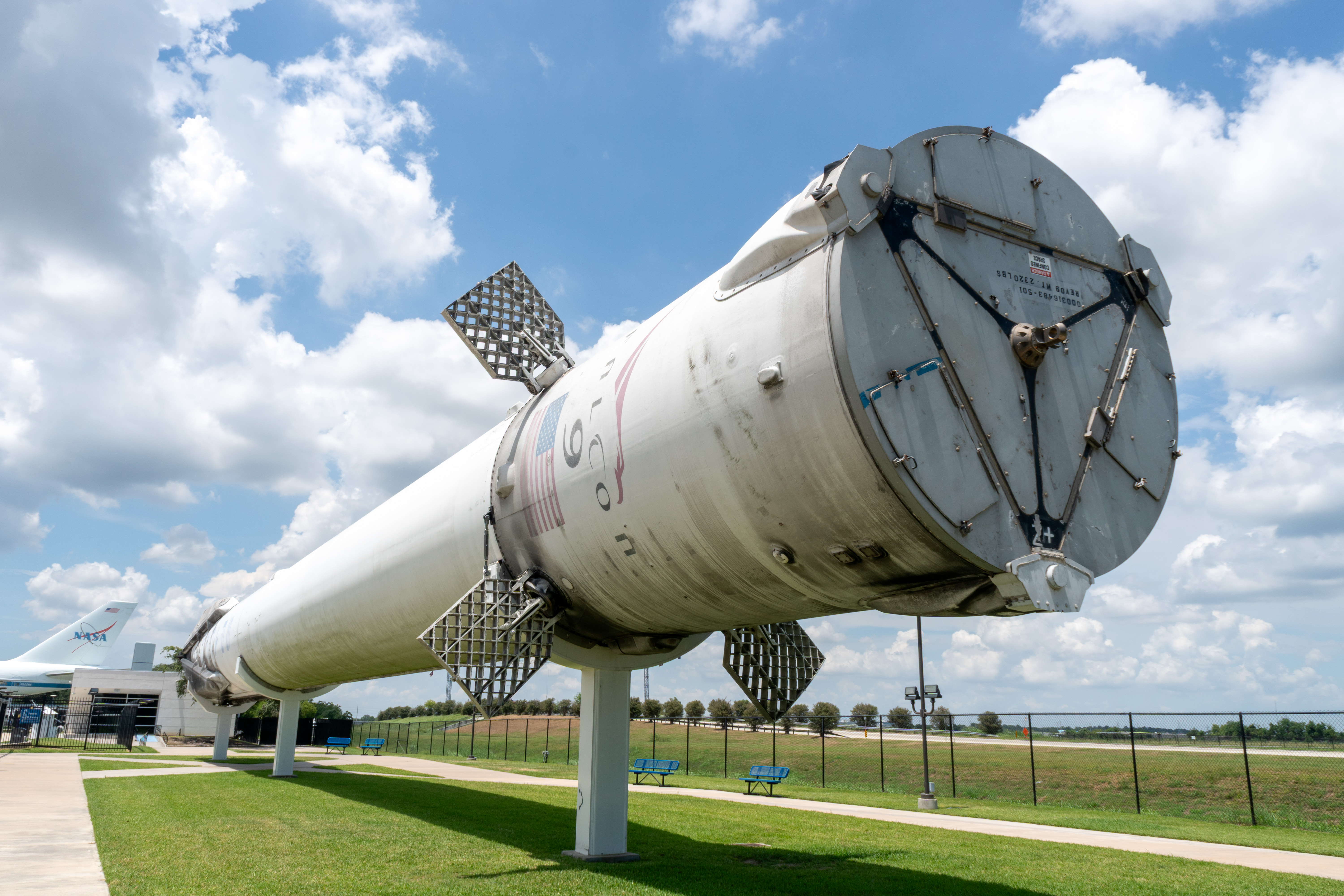
休斯敦航天中心展示的编号为B1035的猎鹰九号火箭芯一级

SpaceX 于2016年在其位于加利福尼亚州霍桑的总部首次公开展示了猎鹰9号（B1019）。
2019年，SpaceX 向位于德克萨斯州休斯顿的休斯顿航天中心捐赠了一枚猎鹰 9号 (B1035)。这枚助推器曾执行过两次任务，“分别是第11次和第13次国际空间站补给任务，也是NASA同意第二次发射的第一枚猎鹰9号火箭”。
2021年，SpaceX 向肯尼迪航天中心游客中心捐赠了一枚猎鹰重型火箭侧面助推器 (B1023)。
2023年，猎鹰9号（B1021）在科罗拉多州利特尔顿的Dish Network总部外公开展示。

## 成就及模仿者
獵鷹9號是人類航天史上最具「變革性」的運載火箭之一，甚至可以稱為最偉大的之一。2021年1月24日，獵鷹9號執行Transporter‑1任務，一次發射共攜帶143顆衛星（包含 133 顆商業用戶的衛星和10顆SpaceX自己的星鏈衛星）送入軌道，創下單枚火箭發射最多衛星的世界紀錄 。獵鷹9號是首個實現一級火箭陸上與海上回收的商業火箭（2025年7月2日，一級火箭B1067號實現了第29次重複使用的紀錄），極大程度的降低了成本，發射頻率創歷史最高紀錄，佔有全球商業航天市場載荷重量的約90%，引領了太空經濟新潮流，改變了世界航天格局。同時也吸引了一眾模仿者，想要復刻獵鷹9號的成功：
- 藍箭航天：朱雀三號運載火箭
- 天兵科技：天龍三號運載火箭
- 星際榮耀：雙曲線三號運載火箭
- 中國航天科技集團：长征十号甲运载火箭
- 印度空間研究組織：下一代運載火箭
- 亞利安空間：下一代亞利安（英语：Ariane Next）

## 參閲
- 猎鹰1号运载火箭
- 范登堡宇航發射場3（英语：Vandenberg Space Launch Complex 3）

## 备注
1. 1 2  一枚火箭及其载荷在为发射前的静态点火测试作准备时被摧毁[7]，因此不计为失败。
2. ↑  獵鷹9 v1.0只用來發射過龍飛船，未使用過整流罩。
3. ↑  火箭及酬載於試射時發生爆炸被摧毀[7]

## 外部連結
- 獵鷹9號運載火箭 （页面存档备份，存于）
- 獵鷹重型運載火箭
- 設計公佈 (SpaceX 新聞稿)
- 回收系統測試 （页面存档备份，存于）